# Athyrma condita
Athyrma condita är en fjärilsart som beskrevs av Walker 1858. Athyrma condita ingår i släktet Athyrma och familjen nattflyn. Inga underarter finns listade i Catalogue of Life.